# Nippon Professional Baseball
A NPB (sigla em inglês para Nippon Professional Baseball - 日本野球機構, Nippon Yakyū Kikō; em português: Beisebol Profissional do Japão) é um torneio oficial de beisebol do Japão. É o principal campeonato da modalidade que é o esporte mais popular do país, sendo disputado desde 1950. Localmente é conhecida como Puro Yakyū (プロ野球). A liga originou-se na formação do "Grande Japão Tóquio Beisebol Clube"(大日本東京野球倶楽部, Dai-Nippon Tōkyō Yakyū Kurabu) em Tóquio, fundado em 1934, que levou depois anos depois à criação da Liga Japonesa de Beisebol(durou de 1936 a 1949). 
A liga atual foi reorganizada em 1950, criando duas conferências com seis times em cada: A Liga Central e a Liga do Pacífico, em temporada anual. Ao final, os campeões das duas conferências se enfrentam no que é conhecida como "Série Japonesa"(similar à chamada "Série Mundial" da Major League Baseball, dos Estados Unidos). 

## História

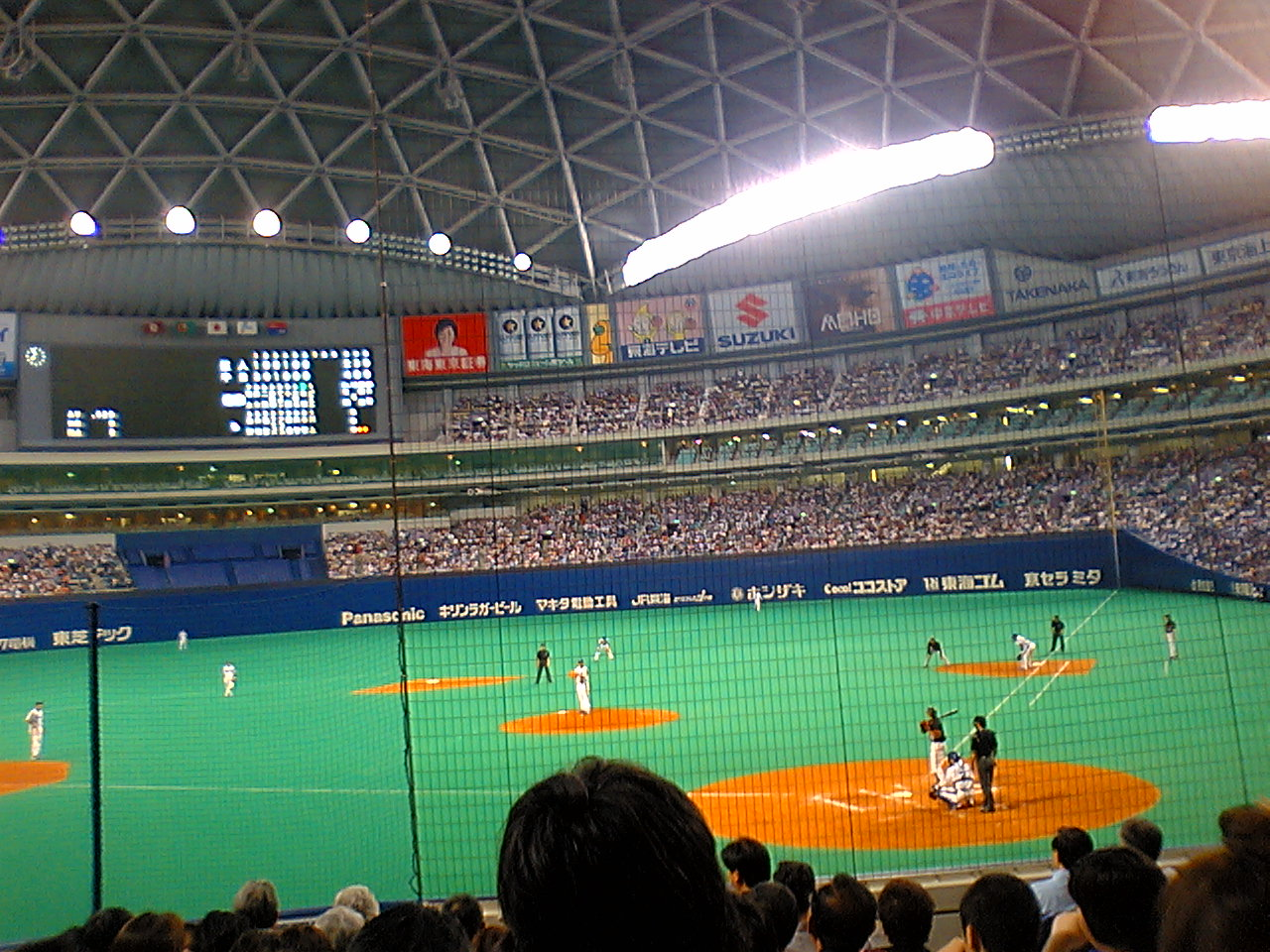
Jogo no Nagoya Dome.

O primeiro time profissional de beisebol do Japão foi fundado em 1934 e foi chamado de Dai Nippon Tokyo Yakyu Kurabu ("O Grande Japão Tóquio Beisebol Clube"). Depois de jogar contra um time de grandes estrelas americanas que incluia Babe Ruth, Jimmie Foxx, Lou Gehrig, e Charlie Gehringer, o time passou a temporada de 1935 jogando partidas em solo americano, disputando um total de 102 jogos contra equipes semiprofissionais da Liga Americana do Pacífico, vencendo 93 delas. Segundo o historiador Joseph Reaves, "os únicos pequenos problemas que haviam para a popularização do time nos 'states' era os caracteres em kanji e seu nome em japonês". Eles acataram a sugestão e renomearam a equipe, que se chamava "Tokyo Kyojin" para a tradução em inglês: "Tokyo Giants", passando a usar um uniforme parecido ao usado pelo New York Giants.
Entre 1936 e 1950, o beisebol profissional japonês esteve sob a tutela da Liga Japonesa de Beisebol. E como era de se esperar, o time que dominou essa fase "inicial" do beisebol japonês foi o Tokyo Kyojin, que venceu nove temporadas, incluindo seis em sequência de 1938 a 1943. O Tokyo Kyojin foi oficialmente renomeado em 1947, passando a se chamar Yomiuri Giants. 

### A Consolidação
Depois da temporada de 1949, os donos dos times da Liga Japonesa de Beisebol promoveram uma reorganização interna que levou à criação da NPB. O dono da equipe Daiei Stars, Masichi Nagata, sugeriu que fosse criado uma liga com o sistema de duas em uma, com a Liga do Pacífico(que inicialmente se chamaria "Taiheiyo Baseball Union") e a Liga Central. Nagata se tornou inclusive o primeiro presidente da Liga do Pacífico. Em 1950 a liga estreou como "Nippon Pro Baseball". 
Quatro equipes da Liga Japonesa ingressaram na Liga Central: Chunichi Dragons, Hanshin Tigers, Yomiuri Giants, e o Shochiku Robins (outrora chamado Taiyō Robins). Para completar, formaram-se quatro novas equipes: Hiroshima Carp, Kokutetsu Swallows, Nisi Nippon Pirates e Taiyō Whales. Outras quatro equipes da antiga Liga Japonesa ingressaram na Liga do Pacífico, sendo elas: Hankyu Braves, Nankai Hawks, Daiei Stars,e o Tokyu Flyers. Para completar mais três novas equipes foram criadas: Kintetsu Pearls, Mainichi Orions, e o Nishitetsu Clippers.
O dono do Tokyo Giants, Matsutarō Shōriki, atuou como comissionário não oficial da NPB na primeira Série Japonessa, quando os Mainichi Orions derrotaram os Shochiku Robins.

## Organização
A NPB é constituída de duas ligas, a Liga Central e a Liga do Pacífico, cada uma contendo seis times. Há também duas ligas menores com equipes de segundo nível: a Liga do Oeste e a Liga do Leste, disputada por jogadores em desenvolvimento. 
A temporada geralmente inicia entre o fim de Março e inicio de Abril, terminando em Outubro, com dois ou três jogos entre estrelas disputados em Julho. Com a conclusão da temporada regular, os melhores times de cada liga disputam a "Série Nipônica" ou "Série Japonesa" valendo o título de campeão geral e oficial do beisebol japônes, em uma partida similar ao World_Series da Major League Baseball. 

### Limite de Estrangeiros
Um time da NPB só pode contratar até quatro jogadores estrangeiros para seu grupo principal, variando entre as posições. Essa "cota" de estrangeiros existe desde 1951 para favorecer o desenvolvimento do jogador local e evitar que estes sejam preteridos. Essa regra muda se o jogador estiver há mais de  cinco anos em terras japonesas. Essa restrição não é aplicada ao resto das composições das equipes. 
Apesar das limitações, os jogadores estrangeiros tem sido um dos maiores atrativos do beisebol japonês desde que Harris McGalliard estreiou, jogando em Nagoya em 1936. Houve também grande representação de jogadores de origem latino-americana como venezuelanos, cubanos e dominicanos. 

## Times
| Central League               |                            |                                       |                 |
| Time                         | Cidade                     | Estádio                               | Capacidade      |
| Chunichi Dragons             | Nagoia, Aichi              | Nagoya Dome                           | 40,500          |
| Hanshin Tigers               | Nishinomiya, Hyogo         | Koshien Stadium                       | 50,454          |
| Hiroshima Toyo Carp          | Hiroshima, Hiroshima       | MAZDA Zoom-Zoom Stadium               | 32,000          |
| Tokyo Yakult Swallows        | Tokyo                      | Meiji Jingu Stadium                   | 37,933          |
| Yokohama DeNA BayStars       | Yokohama, Kanagawa         | Yokohama Stadium                      | 30,000          |
| Yomiuri Giants               | Tokyo                      | Tokyo Dome                            | 55,000          |
| Pacific League               |                            |                                       |                 |
| Time                         | Cidade                     | Estádio                               | Capacidade      |
| Chiba Lotte Marines          | Chiba, Chiba               | Chiba Marine Stadium                  | 30,000          |
| Fukuoka SoftBank Hawks       | Fukuoka, Fukuoka           | PayPay Dome                           | 48,000          |
| Hokkaido Nippon Ham Fighters | Sapporo, Hokkaido          | Sapporo Dome                          | 42,831          |
| Orix Buffaloes               | Osaka, Osaka e Kobe, Hyogo | Osaka Dome e Hotto Motto Stadium Kobe | 36,477 e 35,000 |
| Saitama Seibu Lions          | Tokorozawa, Saitama        | Seibu Dome                            | 35,655          |
| Tohoku Rakuten Golden Eagles | Sendai, Miyagi             | Rakuten Seimei Park Miyagi            | 23,000          |

## Temporada da NPB

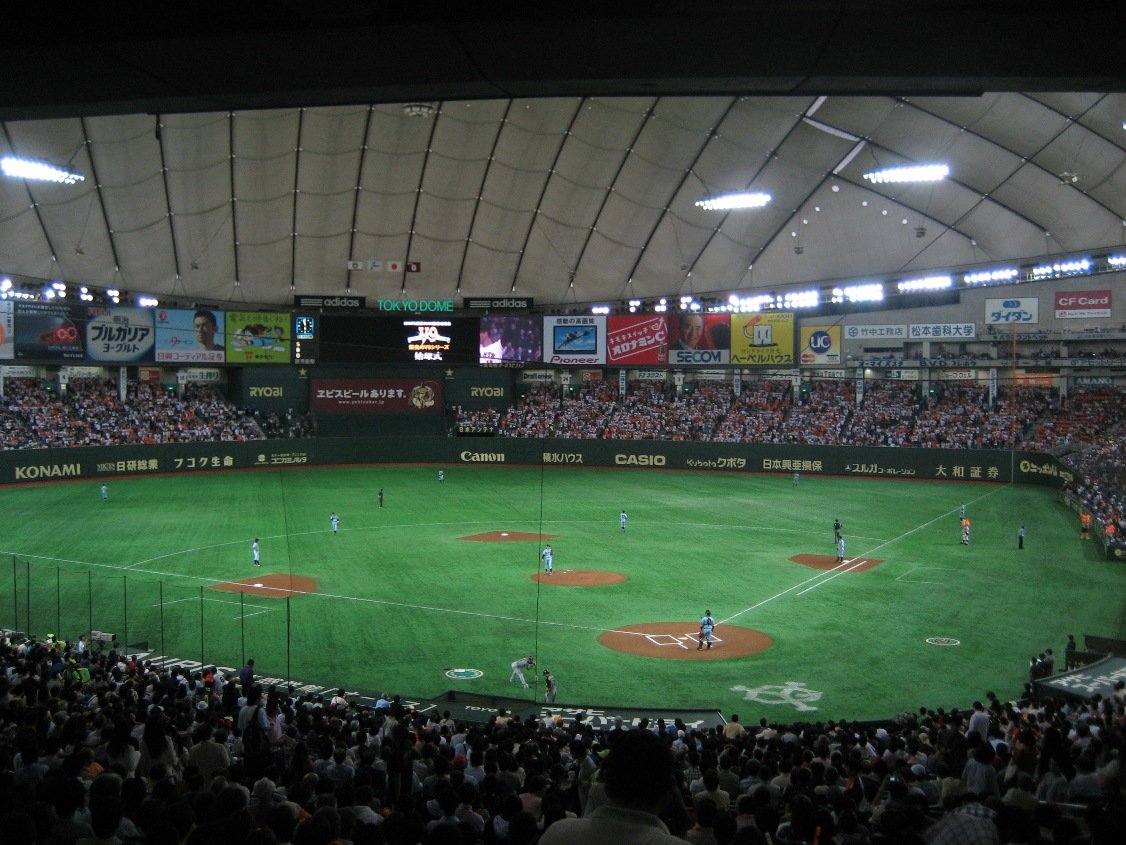
Jogo no Tokyo Dome.

A temporada da NPB começa no final de Março ou no início de Abril e termina em Outubro. 
No mês de Julho, são realizados dois ou três All-Star Games (Jogos das Estrelas). Ao todo, cada uma das duas conferências ou ligas realiza entre 130 e 140 partidas na temporada regular.
As melhores equipes de cada conferência disputam o título nacional, jogando a Nippon Series (Série do Japão).

## Vencedores da Nippon Series

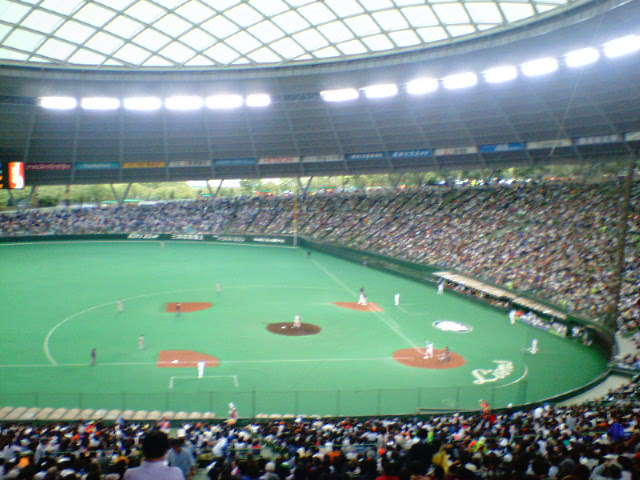
Jogo no Seibu Dome.

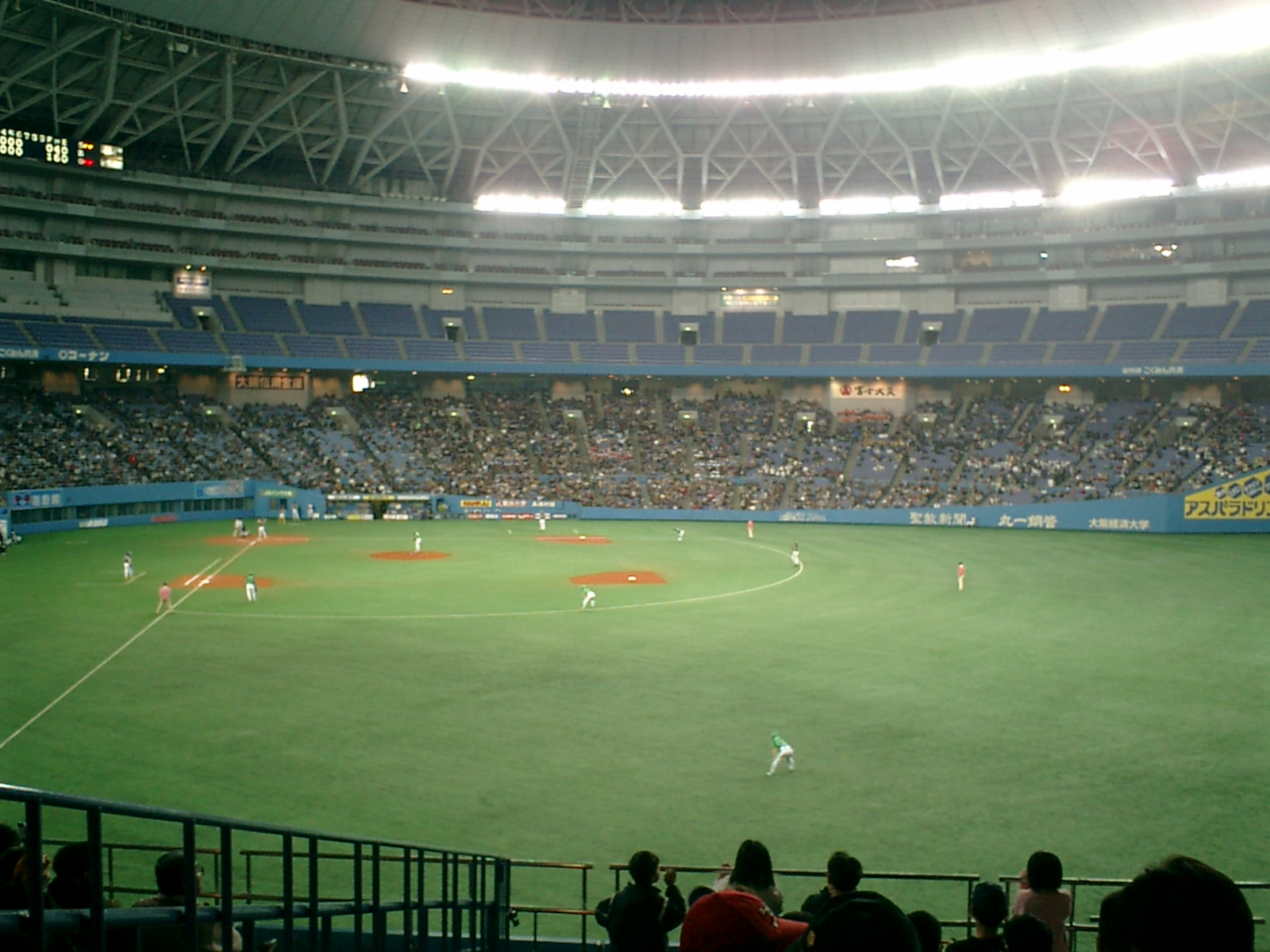
Jogo no Osaka Dome.

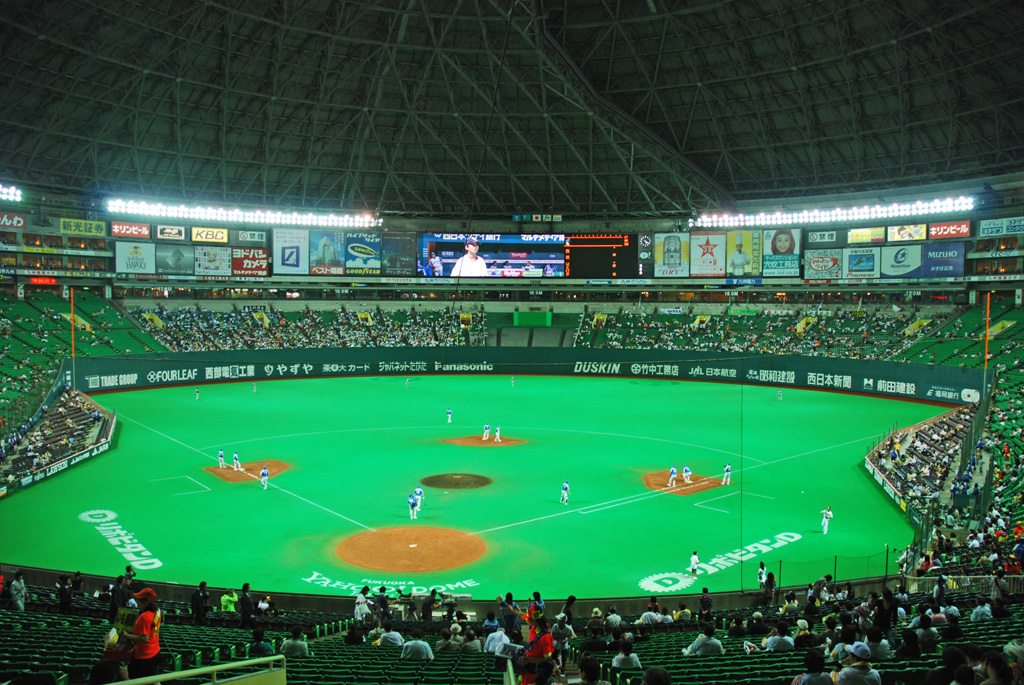
Jogo no Fukuoka Dome.

| Equipe                       | C  | VC |
| ---------------------------- | -- | -- |
| Yomiuri Giants               | 22 | 14 |
| Saitama Seibu Lions          | 13 | 08 |
| Fukuoka SoftBank Hawks       | 11 | 10 |
| Tokyo Yakult Swallows        | 06 | 02 |
| Orix Buffaloes               | 05 | 10 |
| Chiba Lotte Marines          | 04 | 02 |
| Hiroshima Toyo Carp          | 03 | 05 |
| Hokkaidō Nippon-Ham Fighters | 03 | 04 |
| Yokohama DeNA BayStars       | 03 | 01 |
| Chunichi Dragons             | 02 | 08 |
| Hanshin Tigers               | 02 | 05 |
| Tohoku Rakuten Golden Eagles | 01 | 00 |
| Osaka Kintetsu Buffaloes     | 00 | 04 |
| Shochiku Robins              | 00 | 01 |

- C - Campeão, VC - Vice-campeão.